# Carlos Alberto Moniz Gordilho
Carlos Alberto Moniz Gordilho (* 27. Juli 1887 in Salvador da Bahia; † 19. Juni 1958) war ein brasilianischer Diplomat.

## Leben
Carlos Alberto Moniz Gordilho absolvierte 1909 seinen Abschluss als Bachelor der Rechtswissenschaft und der Sozialwissenschaft der Universidade Federal do Rio de Janeiro ab. Im Jahr 1912 trat er in den auswärtigen Dienst ein und wurde von 5. September 1918 bis zum 11. Juli 1919 als Geschäftsträger in Stockholm eingesetzt. Ab dem 11. Juli 1919 war er unter Luís Martins de Souza Dantas Gesandtschaftssekretär erster Klasse in Rom.
Von 27. Januar bis 2. April 1924 wurde Gordilho dann als Geschäftsträger nach Madrid und von 1925 bis 1926 nach Prag versetzt. Nach einer Verwendung vom 20. Mai bis zum 14. November 1934 als Gesandter in Budapest, wurde er dann vom 30. Juli 1935 bis zum 12. Juli 1940 als außerordentlicher Gesandter und Ministre plénipotentiaire zunächst nach Oslo entsandt, wo er am 9. April 1940 das Unternehmen Weserübung begleitete, sowie anschließend zunächst nach Berlin, dann von 6. September 1940 bis zum 13. Februar 1941 nach Bern und Rom, wo er am 21. August 1942 die Kriegserklärung der brasilianischen Regierung überbrachte, und schließlich ab dem 4. September 1942 nach Zürich. Vom 25. Mai 1943 bis zum 6. August 1949 war er außerordentlicher Gesandter und Ministre plénipotentiaire in Bogotá.